# Cục Tổ chức Cán bộ, Bộ Công an (Việt Nam)
Cục Tổ chức Cán bộ (X01) trực thuộc Bộ Công an có chức năng tham mưu, đề xuất các chủ trương, giải pháp về công tác tổ chức, cán bộ; xây dựng đội ngũ cán bộ đáp ứng yêu cầu nhiệm vụ bảo vệ ANTT trong từng thời kỳ

## Lịch sử hình thành
Từ tổ chức tiền thân là bộ phận nhân sự thuộc Văn phòng Nha Công an Trung ương.
Năm 1951 hình thành Phòng Tổ chức Cán bộ, Bộ Công an.
Ngày 23 tháng 10 năm 1957, Thủ tướng Chính phủ ban hành Nghị định 497/TTg, thành lập Vụ Tổ chức Cán bộ thuộc Bộ Công an.
Năm 2011, thành lập Cục Tổ chức Cán bộ trực thuộc Tổng cục Chính trị, Bộ Công an.
Năm 2018, Cục Tổ chức - Cán bộ trực thuộc Bộ Công an.

## Lãnh đạo hiện nay

### Cục trưởng
- Trung tướng Hoàng Đức Lừng, Ủy viên Đảng ủy Công an Trung ương

### Phó Cục trưởng
- Thiếu tướng Bùi Văn Quyền
- Thiếu tướng Huỳnh Văn Hải
- Thiếu tướng Phạm Quang Tuyển
- Đại tá Lê Minh Thảo[8]
- Đại tá Quản Thiện Hùng (nguyên Phó Giám đốc Công an tỉnh Phú Yên)

## Tổ chức
- Phòng Tổng hợp
- Phòng Tổ chức
- Phòng Biên chế và chỉ tiêu đào tạo
- Phòng Cán bộ cơ quan Bộ
- Phòng Cán bộ địa phương
- Phòng Bảo vệ chính trị nội bộ
- Phòng Chính sách tiền lương và chế độ phụ cấp

## Khen thưởng
- Huân chương Hồ Chí Minh (2007)[1]
- Huân chương Quân công hạng Nhất (2012)[3]

## Cục trưởng qua các thời kỳ
- Trung tướng Trần Văn Nhuận
- Thiếu tướng Trần Khánh
- Thiếu tướng Nguyễn Hải Trung, đến 11.2016, hiện là Trung tướng, Giám đốc Công an thành phố Hà Nội
- Thiếu tướng Đinh Huy Hiệu, từ 1.2016 - 10.2019
- Thiếu tướng Lê Tấn Tới, từ 10.2019 - 5.2020, hiện là Trung tướng, Chủ nhiệm Ủy ban Quốc phòng & An ninh của Quốc hội
- Thiếu tướng Hoàng Đức Lừng, từ 5.2020 - nay, nguyên Phó Cục trưởng Cục Tổ chức - Cán bộ